# Нормотворчество
Нормотворчеството или още и Правотворчеството е особена форма държавна дейност по създаване, изменение, допълнение или отменяне на правни норми на основата на познаването на обективните социални потребности за това. Различава се:
- суверенно правотворчество (референдум, плебисцит);
- законотворчество на законодателната власт;
- нормотворчество санкционирано от законодателя, в резултат от което се приемат подзаконовите нормативни актове по приложението на закона от изпълнителната власт, наричани още нормативни предписания.

Правотворчеството е по-широкообхватното понятие, което поглъща нормотворчеството на позитивното право, макар често двата термина да се използват като синоними.
Докринално се различават и:
- негативно нормотворчество, по отмяна на нормативно актове или норми;
- чрезвичайно нормотворчество;
- локално (муниципално) нормотворчество.

## Правна дисциплина
Нормотворчество е и учебна правна дисциплина, занимаваща се с дейността по разработване и създаване на нормативни актове.